# 天神 (福岡市)
天神（、ローマ字表記: Tenjin）は、福岡県福岡市中央区にある九州最大の繁華街の通称及び町名である。福岡市の中心市街地であり、福岡市役所等の官公庁、銀行、商社、報道機関や大企業の支社等が集積する福岡市の中心部。現行の行政地名は、天神一丁目から天神五丁目まで。面積は71.19ヘクタール。2022年12月末現在の人口は1,773人。郵便番号は810-0001。

## 概要
江戸時代に福岡藩（福岡城）の城下町であった「福岡」の現代における中心である（江戸時代当時は中心市街地の事情が異なる）。西鉄福岡（天神）駅を中心に百貨店や専門店・ファッションビルなどの商業施設が集積した九州最大の繁華街 であり、福岡市の都心、ビジネス街・中心業務地区 (CBD) である。福岡市役所所在地であり、かつては福岡県庁もあったが1981年に博多区東公園に移転した。旧県庁跡はアクロス福岡及び天神中央公園になっている。西鉄天神大牟田線のターミナル駅である西鉄福岡（天神）駅をはじめ、駅ビルのソラリアターミナルビル、ソラリアプラザ、西鉄天神高速バスターミナルといった西日本鉄道（西鉄）の各種主要施設が数多く立地しており、再開発で誕生したONE FUKUOKA BLDG.（ワン・フクオカ・ビルディング、ワンビル）には西鉄の本社が入居している。
メインストリートである渡辺通りの地下には天神地下街が広がり、渡辺通り沿いの各商業施設の地下フロアと地下鉄の駅を接続している。天神地区の西側に位置する大名エリアには有名アパレルブランド・セレクトショップ・古着屋・飲食店・美容院などの若者向けの路面店が集積しており、天神とともに一体的な繁華街を形成している。福岡市地下鉄空港線または七隈線で九州最大のターミナル駅である博多駅からは約5分、空港線利用で福岡空港からは10分ほどの距離にあり、都市部の繁華街でありながら国際空港からのアクセスが非常によい。またその空港からの近さから航空法による高さ制限を受けるため、博多駅周辺と同様に見上げるような超高層ビルはなく、2010年代後半以降天神ビッグバン構想（天神・大名地区の再開発計画）によってようやく一部が緩和された（後述）。博多との間には全国的にも有名な歓楽街の中洲・南新地があり、天神からも徒歩圏内である。渡辺通りは西鉄バスを中心に博多駅や市内各地を結ぶ路線バスが多数発着する。西鉄バスの福岡都心150円エリア内であれば、どの区間のバスも運賃は150円である。高速バスターミナルとしては日本最大級である西鉄天神高速バスターミナル（ソラリアターミナルビル内）からは九州各都市や本州・四国方面への高速バスが発着し、天神は福岡市におけるバス交通の拠点となっている。
天神地区の中心は、かつては渡辺通りと明治通りが交差し岩田屋があった天神交差点付近とされたが、1980年代後半になるとイムズ（閉館）やソラリアプラザといったファッションビルが開業し、その後は西鉄福岡（天神）駅の南進と福岡三越の開業など、地下鉄天神駅の南部に商業施設が相次いで新設され、天神地区の中心は南下している。2005年には渡辺通五丁目に七隈線天神南駅が開業し、2007年には渡辺通四丁目に天神ロフト（旧ユーテクプラザ天神、ジークス天神）が開業した。また、2010年には西鉄福岡（天神）駅の北側のかつて岩田屋天神本店があった場所に、ファッションビルの福岡パルコが開業した。2011年に九州新幹線が全通し、博多駅の駅ビルとしてJR博多シティ（アミュプラザ博多・博多阪急）やKITTE博多（博多マルイ）が開業したことをきっかけに、博多地区との商業地競争が激化している（天神流通戦争を参照）。現在は福岡市主導で大規模再開発計画「天神ビッグバン」を進めており、 航空法高さ制限エリア単位での特例承認などの規制緩和により、2024年までに福岡ビル、天神コア、天神ビブレなど30棟の民間ビルの建て替えの誘導を目指している。
北天神
渡辺通り沿いにイオンショッパーズ福岡店、ノース天神、ミーナ天神といった大型商業施設があるほか、親不孝通り沿いに歓楽街を形成している。1990年代中ごろから主に渡辺通り北天神地区にサブカルチャー向けショップ（アニメイト、とらのあな、まんだらけ、メロンブックス、ジーストアなど）やメイド喫茶が集い、福岡のオタク街としての機能も有するようになった。これは「朝日新聞」（西部本社版）の2006年5月27日付の夕刊の一面でも取り上げられた。
天神地区の有名な通りとして、渡辺通り、天神西通り、親不孝通り、きらめき通り、明治通り、昭和通り、国体道路などがある。また、天神には路線バス用のバスターミナルが無い（西鉄天神高速バスターミナルは高速バス・特急バス専用である）。そのため、エリア内に数多くのバス停が広範囲に位置しており、さらにバス停ごとに停車する系統が異なる（西鉄天神高速バスターミナル#天神地区の一般路線バス停留所参照）。
天神二丁目は福岡市の「人に優しく安全で快適なまち福岡をつくる条例」の路上禁煙地区に指定されている。ここで喫煙した者は同条例により2万円以下の過料に処される。

## 歴史
天神の名は江戸時代に当地へ遷宮された天神様（菅原道真）を祀る水鏡天満宮に由来する。現在の明治通りの那珂川から西鉄グランドホテル前の喰違（クランク）までの道沿い、海岸とほぼ平行に伸びる東西に細長い地区が、江戸時代の天神町（てんじんのちょう、福岡弁では「てんじのちょう」）であった。
現在、天神と呼ばれる地域は商業地域であるが、かつては福岡城下町の堀や池、埋立地で、商人町は博多にあった。明治維新により武家屋敷から人が消え、スラム化した天神町に住宅街が形成され、更には市役所、県庁・県警本部 などの官公庁が置かれた官庁街となった。
1936年（昭和11年）に岩田屋が当時の九鉄福岡駅前に開店。岩田屋は、阪急グループ創業者の小林一三の支援を受けた、九州初のターミナルデパートであった。当時の天神は、前述のように官庁街と住宅街であったことから集客力に乏しかったが、のちに同社は九州最大の百貨店へと成長し、天神が博多に比肩する九州最大の商業地区へと発展する礎となった。
太平洋戦争末期の福岡大空襲では罹災するも戦後の復興を経て徐々に商業の中心が天神へと移り、1964年6月15日の町名町界整理により町丁名が「天神」となり、その際隣接する因幡町や鍛冶町なども含まれて現在の天神地区が確立した。
1955年（昭和30年）8月27日、パチンコ店が放火され、関係者4人が死傷。火災は周囲の店舗に延焼し、68戸が焼失する大火となった。同年11月13日、福岡スポーツセンターが（現在のソラリアプラザの場所に）開業。こけら落としとして大相撲準本場所興行が行われた。大相撲は多くの観客を集め、同所では1957年（昭和32年）から1973年（昭和48年）まで、本場所（九州場所）として興行が行われた。

### 町域の変遷
| 住居表示実施後 | 実施年月日                  | 住居表示実施前                                         |
| -------------- | --------------------------- | ------------------------------------------------------ |
| 天神一丁目     | 1964年 （昭和39年） 6月15日 | (福岡)橋口町・天神町・因幡町・薬院堀端・大字春吉*      |
| 天神二丁目     | 1964年 （昭和39年） 6月15日 | 天神町・因幡町・薬院堀端・万町*・子烏馬場・大字下警固* |
| 天神三丁目     | 1964年 （昭和39年） 6月15日 | 鍛冶町・材木町・下名島町・万町*・薬研町・長浜町一丁目  |
| 天神四丁目     | 1964年 （昭和39年） 6月15日 | (福岡)橋口町・須崎土手町・極楽寺町                     |
| 天神五丁目     | 1964年 （昭和39年） 6月15日 | 須崎裏町・船津町                                       |

*が付いているものはその一部、それ以外は全域が実施後の町域に含まれていることを表す。

## 地理
那珂川河口左岸付近に位置する。厳密には住所表記に「天神」が付く天神一丁目から五丁目までを指すもので、親不孝通り - 天神西通り、那の津通り、国体道路（国道202号）、那珂川・薬院新川で囲まれたエリアを指す。北で中央区長浜および那の津と、北東で那珂川を介して博多区対馬小路、中洲中島町および中洲と、南東で薬院新川を介して中央区西中洲と、南で中央区渡辺通および今泉と、西で中央区大名および舞鶴と隣接する。

### 河川
天神の東側に次の河川の河口が横断している。
- 那珂川（二級河川）
- 薬院新川（やくいんしんかわ、那珂川の支流、二級河川）[注釈 1]

### 都市計画
都市計画に関しては、「福岡市都市計画マスタープラン」 において定められた方針については次のとおりである。天神は「都心部」の一部とされ、「都心部」 は、具体的には、天神、博多駅、博多ふ頭、中央ふ頭を中心として東は御笠川、南は百年橋通り、西は大正通りに囲まれたエリアとされている。天神は、この都心部の中でも特に高度な商業・業務・文化・情報機能が集まる「都心核」と位置付けられ、高い指定容積率の有効活用、高度な都市機能の誘導、バリアフリーの推進、地上と地下とのネットワークの形成、福岡の顔にふさわしい景観・緑とオープンスペースの確保がまちづくりの視点とされている。環境資源に関しては、那珂川の河川沿いが散策・憩いの場となるとともに、緑と広がりのある景観が連続したゆとりと潤いのある水辺空間として「河川緑地軸」に位置付けられている。用途地域については次のとおりである。天神の町内全域が商業地域に指定されている。高度利用地区については、天神一丁目2番から4番までの各一部（地番：381番1外）の約1.2ヘクタールの地区において指定されており、土地の合理的かつ健全な高度利用と都市機能の更新とを図るため、建築物の容積率の最高限度及び最低限度、建築物の建蔽率の最高限度、建築物の建築面積の最低限度並びに壁面の位置の制限が定められている。また、高度利用地区の指定に合わせて、福岡市が施行者となって市街地再開発事業である「天神地区第一種市街地再開発事業」が実施された。また、国道202号の南側の南西部などが風致地区に、一部の緑地等で特別緑地保全地区に指定されている。
地区計画については次のとおりである。
- 「天神二丁目地区地区計画」（決定年月日：1990年（平成2年）10月18日）[注釈 5]
- 「天神一丁目第2地区地区計画」-決定年月日：1993年（平成5年）2月25日[注釈 6]
- 「天神二丁目第1地区地区計画」-決定年月日：1993年（平成5年）2月25日[注釈 7]
- 「天神二丁目第2地区地区計画」-決定年月日：1993年（平成5年）2月25日[注釈 8]
- 「天神二丁目西地区地区計画」-決定年月日：2001年（平成13年）11月29日[注釈 9]
- 「天神二丁目中央地区地区計画」-決定年月日：2005年（平成17年）4月18日[注釈 10]
- 「天神明治通り地区地区計画」-決定年月日：2015年（平成27年）9月28日[注釈 11]
- 「天神一丁目地区地区計画」-決定年月日：2021年（令和3年）3月18日[注釈 12]

地区計画を制度の一つとして活用する事業の中でもの中でもとりわけ規模の大きい「天神明治通り地区地区計画」に関しては、以下の節又はリンク先の「天神ビッグバン」を参照のこと。

### 福岡空港の影響

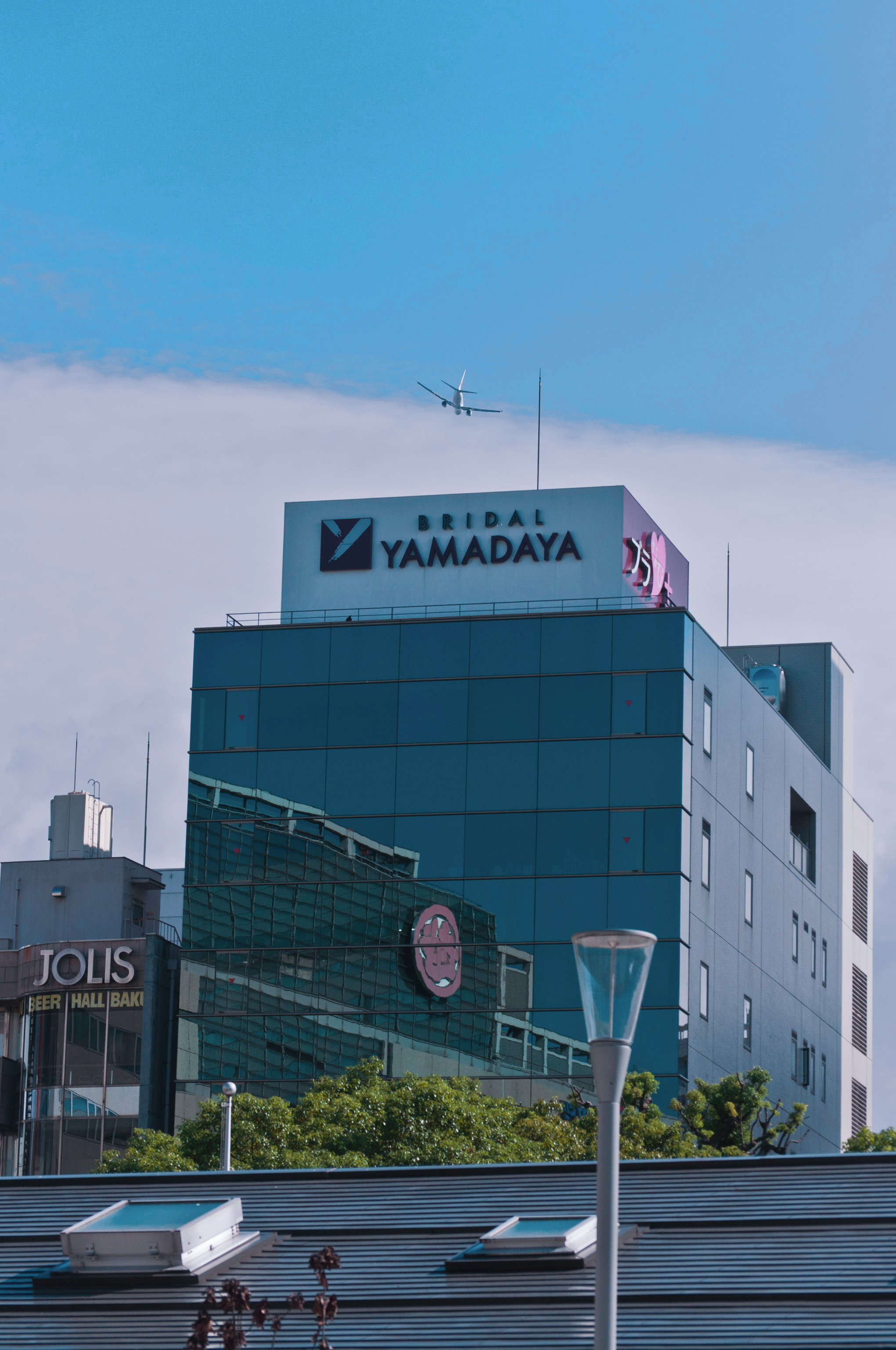
天神のビル上空を飛行する航空機

高度経済成長期以降、日本各地の主要都市の中心部や都心には高層ビルが建ち並んでいる中、福岡市中心部に位置する天神には見上げるほどの超高層ビルは少なく、特に渡辺通りなど天神の中心部には1つもない。この要因の一つとして、福岡空港が天神地区を含む福岡市都心部に近いため、航空法第49条の規定による福岡空港の制限表面（円錐表面）の範囲内に含まれ、構造物（建築物だけではなく、テレビアンテナやアドバルーンも含まれる）の高さに制限がかかるというものがある。
天神地区の場合、航空法の規制に基づけば約67mの高さまでしか建てられず、天神の中心部のビルはほとんどが高さ60m程度・10数階建ての高層ビルだけであり、天神エリアの西端に近い今泉二丁目に建つ高さ約74m・22階建ての「グランアルト天神タワー」が辛うじて建築基準法上の通称「超高層建築物」に当たる程度である。なお、天神よりさらに福岡空港に近い中洲地区や博多駅周辺はさらに厳しい高さ60mの制限地域であり、2011年オープンのJR博多シティも高さとしては高層ビルにとどまる。逆に、福岡空港から離れた大濠公園近辺やシーサイドももちエリア（中央区地行浜・早良区百道浜）には複数の超高層ビルが建築され、都市中心部よりその外側により高層のビルが建つという逆転現象が生じている。
この状況を受け、福岡市では天神交差点を中心とした半径500mのエリアについて国家戦略特区の制度を活用した都市計画「天神ビッグバン」を策定。2014年11月に航空法高さ制限のエリア単位での特例承認として天神明治通り地区（天神一丁目および二丁目、ベスト電器福岡本店および福岡ビルを含む一帯）の高さ制限を76mにまで緩和したのに続き、2017年9月には渡辺通り以西の天神明治通り地区と旧大名小学校跡地（大名二丁目）の高さ制限を約115mに、渡辺通り以東の天神明治通り地区の高さ制限を最大で100mまで緩和した。福岡市では高さ制限の緩和により、民間によるビルの高層化を期待しているという。2021年3月、新たに渡辺通沿いの西鉄福岡駅東側地区について、最大で96mまで高さ制限が緩和された。

## 人口
天神一丁目から五丁目までを合わせた人口の推移を福岡市の住民基本台帳（公称町別） に基づき示す（単位：人）。集計時点は各年9月末現在である。
- 2001年（平成13年）：1,239
- 2002年（平成14年）：1,221
- 2003年（平成15年）：1,197
- 2004年（平成16年）：1,191
- 2005年（平成17年）：1,180
- 2006年（平成18年）：1,290
- 2007年（平成19年）：1,319
- 2008年（平成20年）：1,327
- 2009年（平成21年）：1,341
- 2010年（平成22年）：1,346
- 2011年（平成23年）：1,286
- 2012年（平成24年）：1,377
- 2013年（平成25年）：1,533
- 2014年（平成26年）：1,618
- 2015年（平成27年）：1,714
- 2016年（平成28年）：1,721
- 2017年（平成29年）：1,753
- 2018年（平成30年）：1,705
- 2019年（令和元年）：1,753
- 2020年（令和2年）：1,752
- 2021年（令和3年）：1,800
- 2022年（令和4年）：1,801
- 2023年（令和5年）：1,749
- 2024年（令和6年）：1,908

## 施設
天神は福岡市行政の中心として市役所等の公共・公益施設があるとともに、商業・業務・文化・情報関係の施設が集積しており、代表的なものは以下のとおりである。天神一丁目から五丁目までの事業所数は、2016年（平成28年）の経済センサス によると4,611である。

### 公共施設

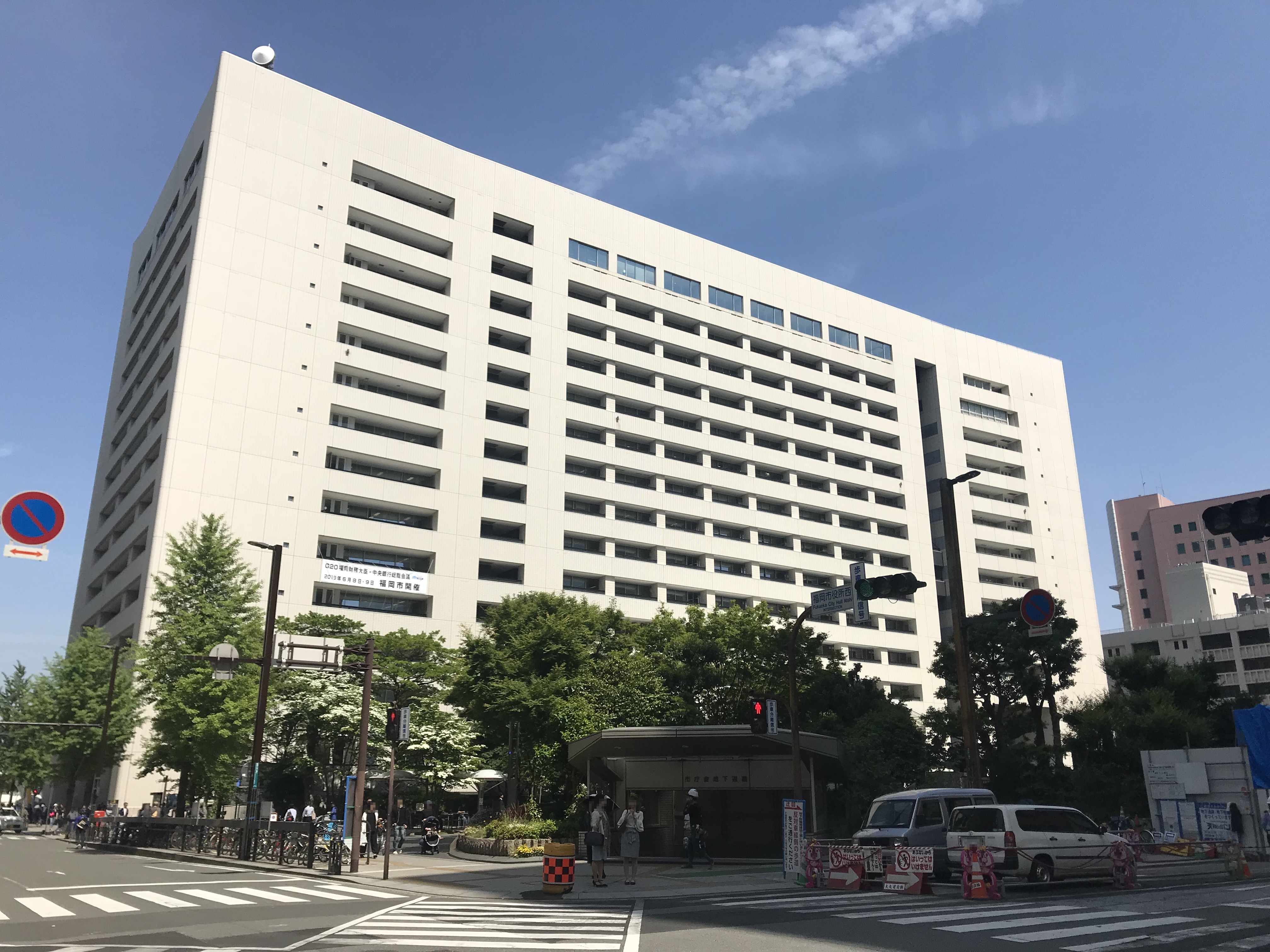
福岡市役所
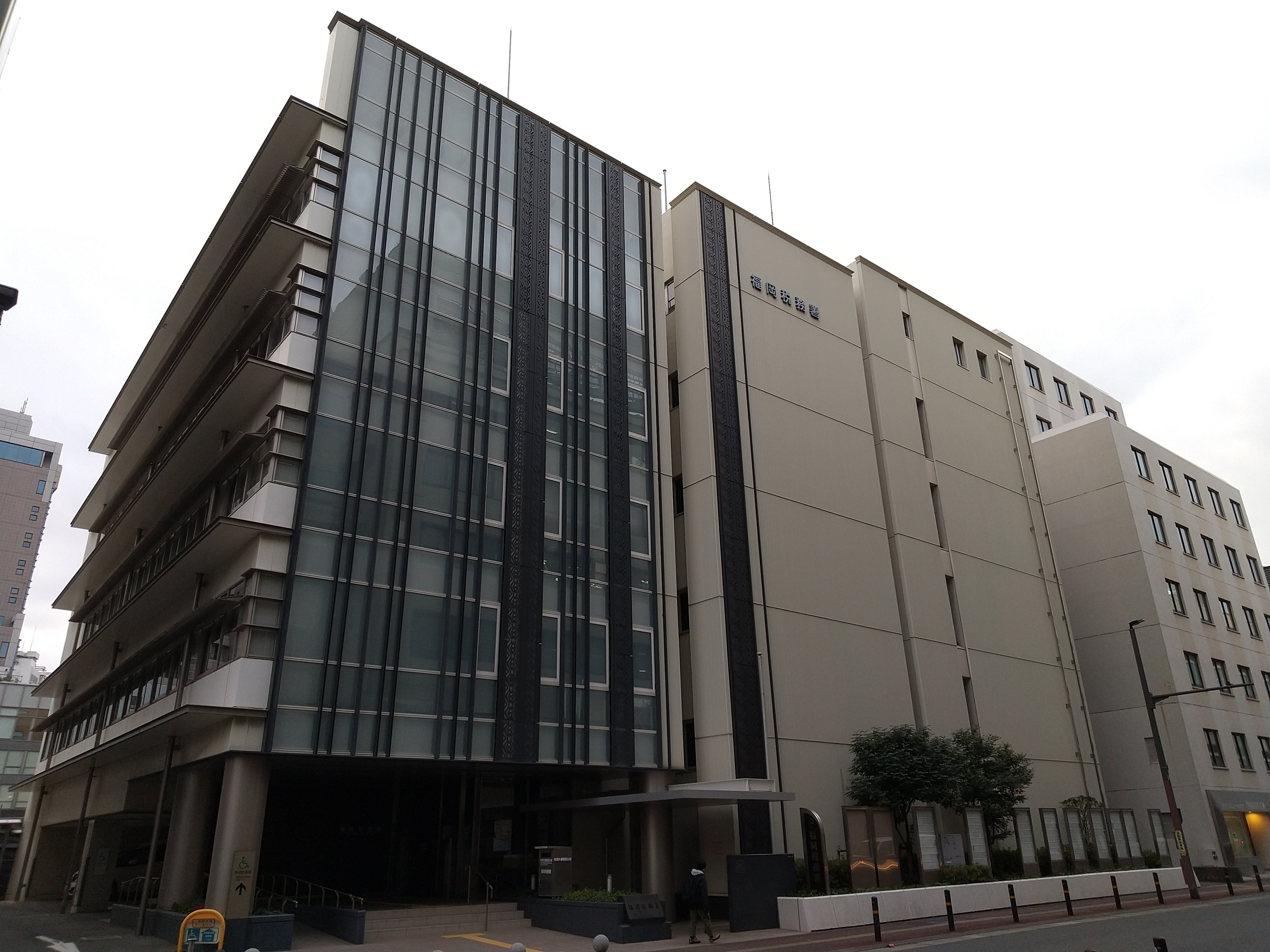
福岡税務署[注釈 13]
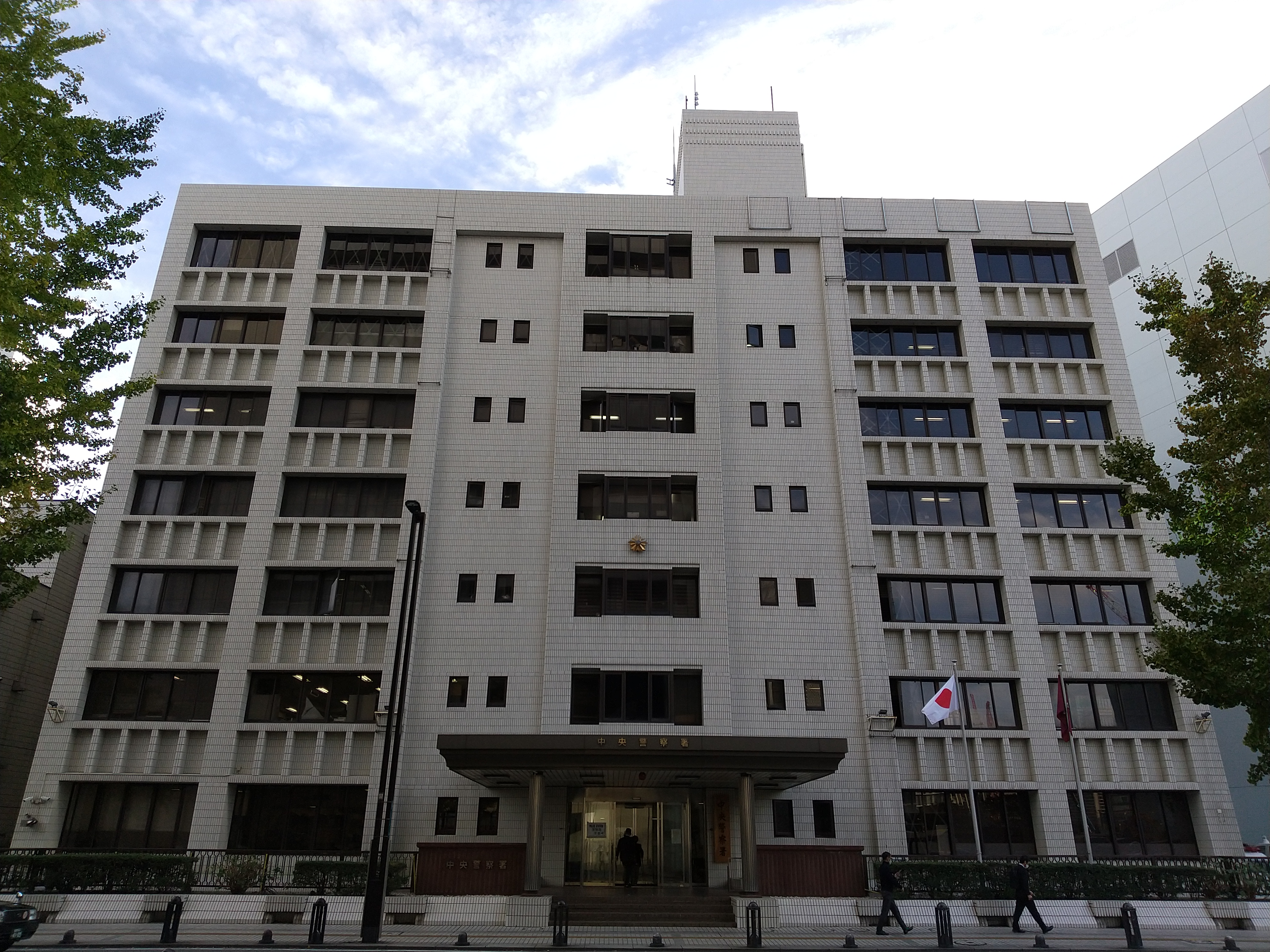
福岡中央警察署
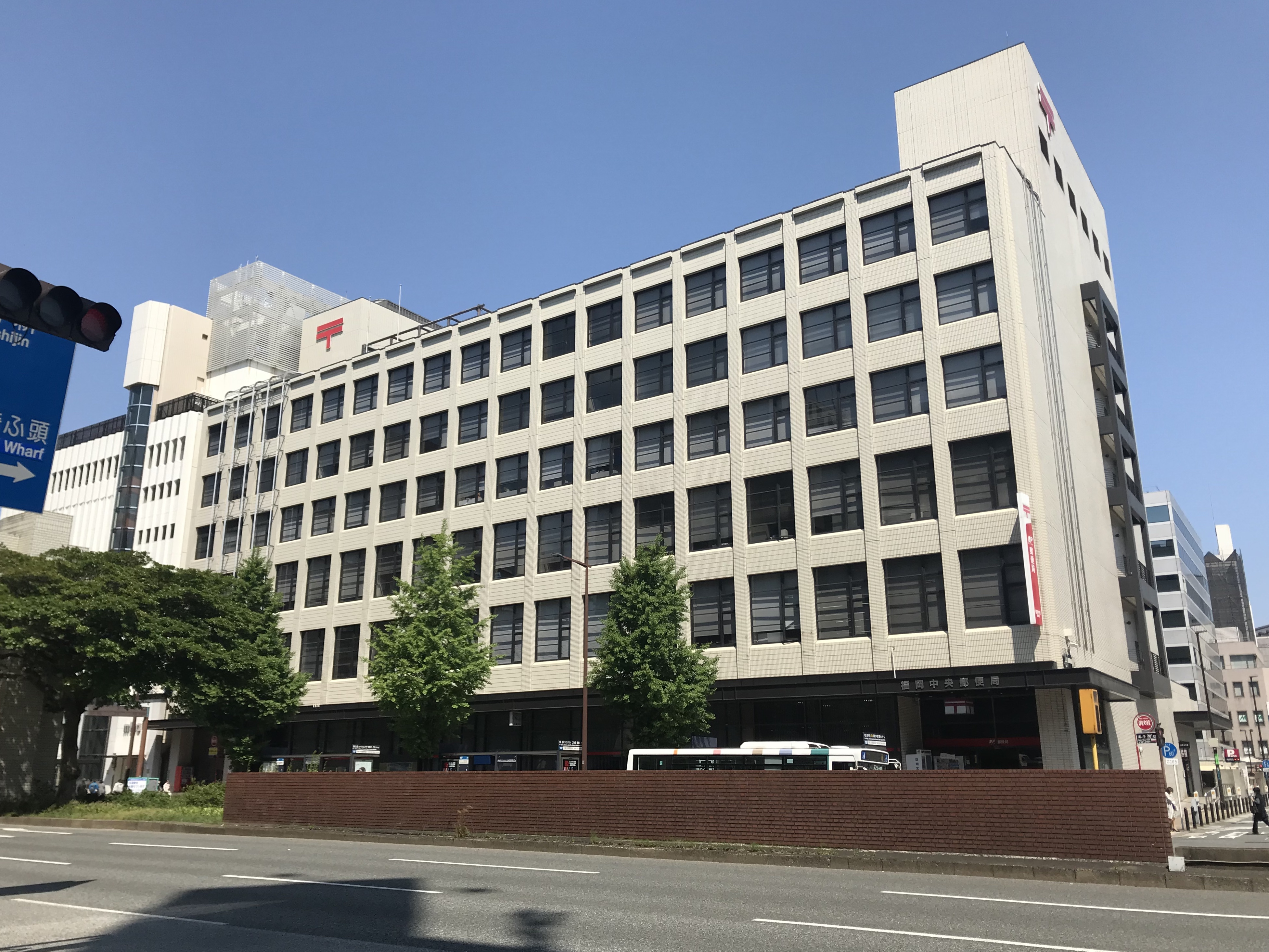
福岡中央郵便局
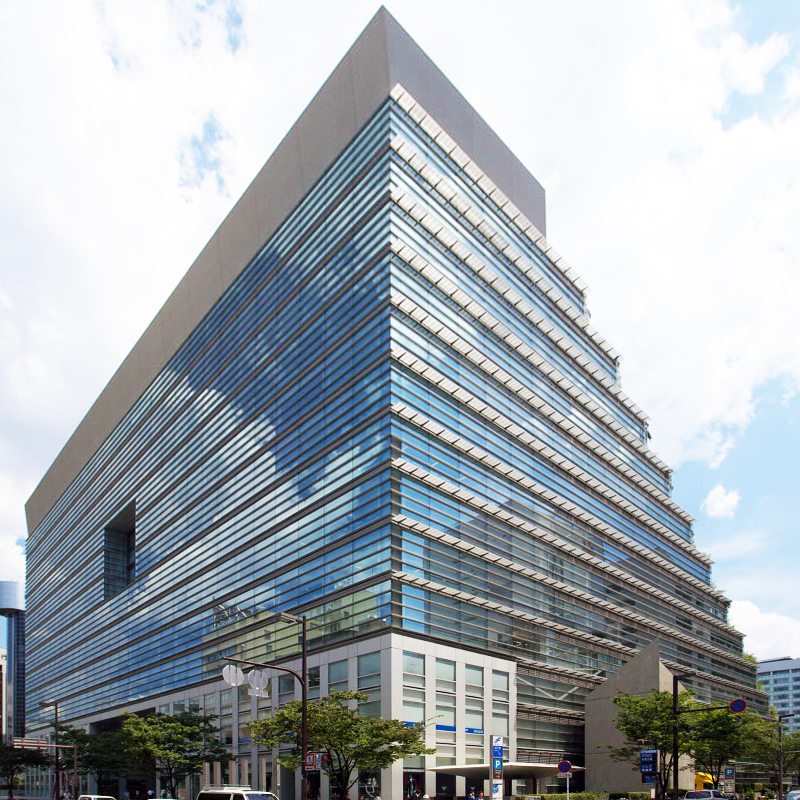
アクロス福岡
- 国際連合人間居住計画（ハビタット）福岡本部（アジア太平洋担当）事務所[注釈 14]
- 福岡市民ホール
- 福岡県立美術館
- 福岡競艇場
- 九州電力須崎変電所
- 福岡県天神赤十字血液センター
- タイ王国総領事館
- 福岡県住宅供給公社[注釈 15]

- 福岡市役所
- 福岡税務署
- 福岡中央警察署
- 福岡中央郵便局
- アクロス福岡

### 金融機関
- 日本銀行福岡支店
- みずほ銀行福岡支店（旧日本興業銀行福岡支店ビル）
- FFGホール
- 福岡証券ビル
- 福岡天神フコク生命ビル
- 福岡信用金庫本店
- 住友生命ビル
- 大和生命福岡ビル
- 千代田生命福岡ビル
- JA農業協同組合福岡市ビル

### 企業
- ジェムキャッスルゆきざき
- 応研（登記上の本店）

### 商業施設
渡辺通りを挟んで多くの商業施設が立ち並んでいる他、西鉄福岡（天神）駅西側にも商業施設および多くの飲食店やアパレルの路面店が集積している。岩田屋（三越伊勢丹グループ）は老舗の百貨店であり、天神本店の売上規模は九州最大を誇る。他にも西鉄福岡（天神）駅直結のターミナルデパートである福岡三越や渡辺通りを挟んで向かい側には大丸が位置する。

#### 渡辺通り沿い
渡辺通り沿いは次のように百貨店などの大規模商業施設が多い。
- イオンショッパーズ福岡店
- ミーナ天神（旧マツヤレディス）
- フタタ福岡天神本店（FUTATA THE FLAG）
- 天神地下街
- 福岡PARCO
- ソラリアターミナルビル
- 福岡三越
- ソラリアステージ
- 天神愛眼ビル
- 大丸福岡天神店
- ONE FUKUOKA BLDG.（旧福岡ビル・天神コア・天神ビブレ）

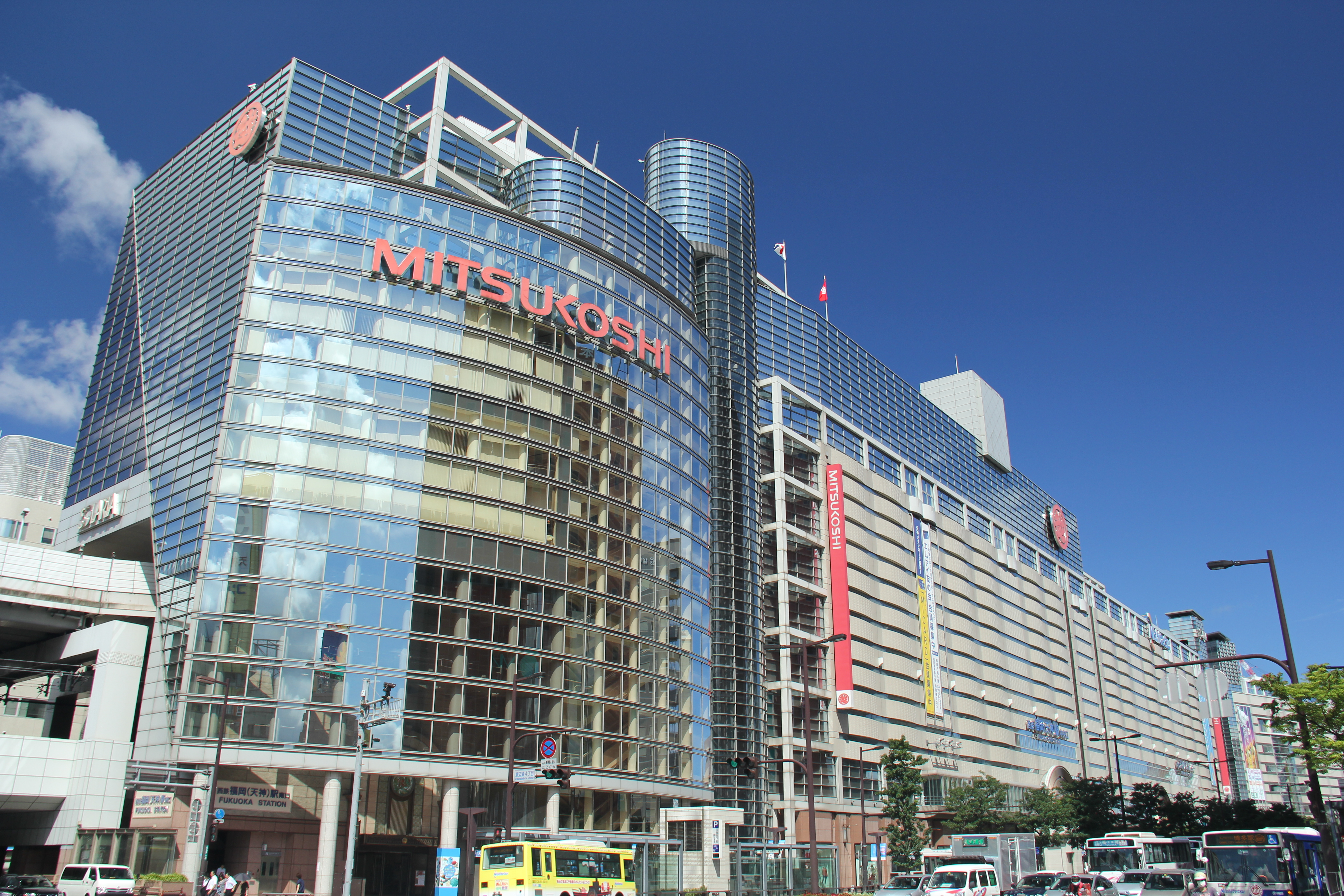
ソラリアターミナルビル（福岡三越・西鉄福岡(天神)駅）
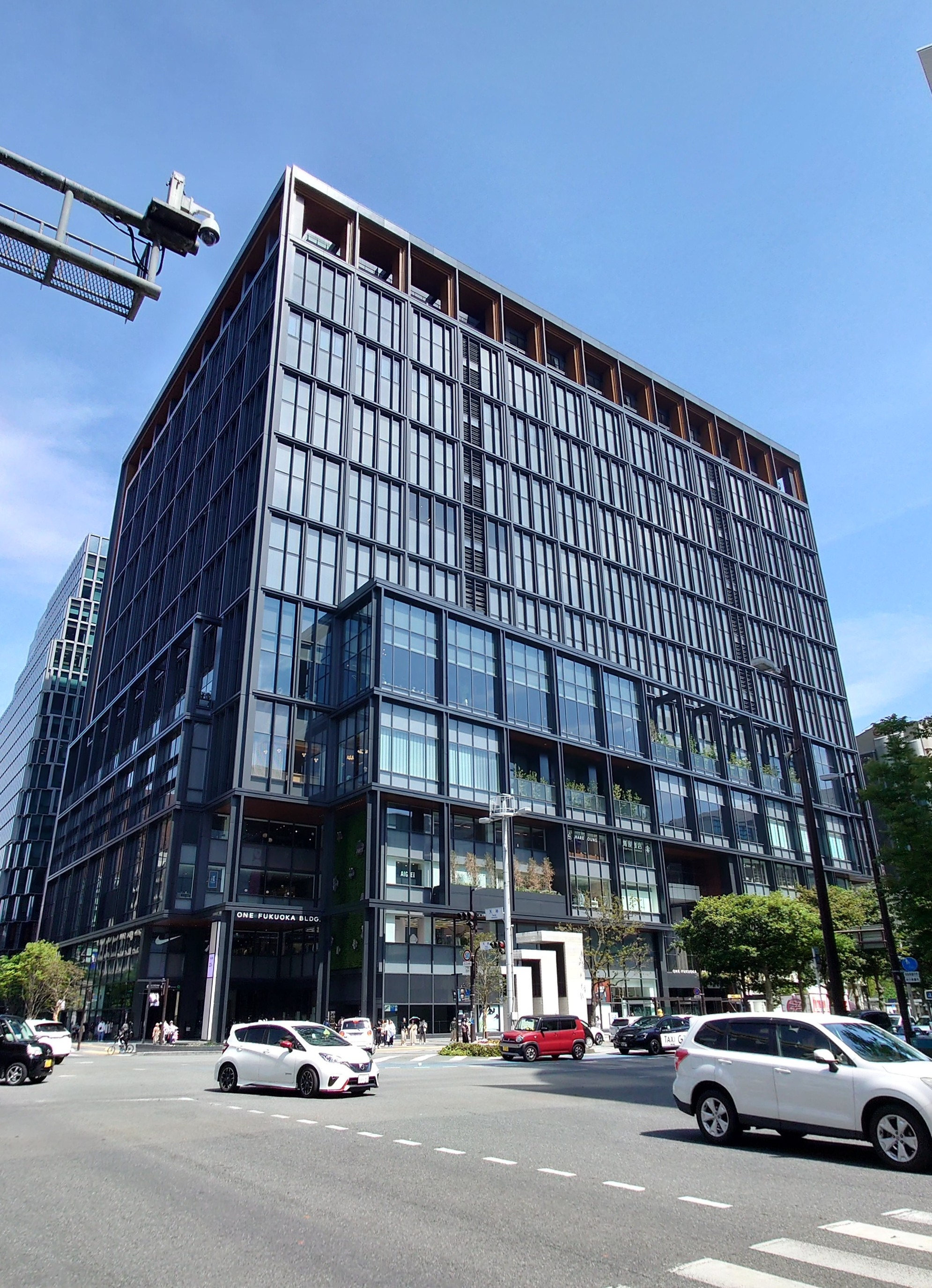
ONE FUKUOKA BLDG.（ワンビル）

#### 昭和通り沿い
- ミーナ天神

#### 明治通り沿い

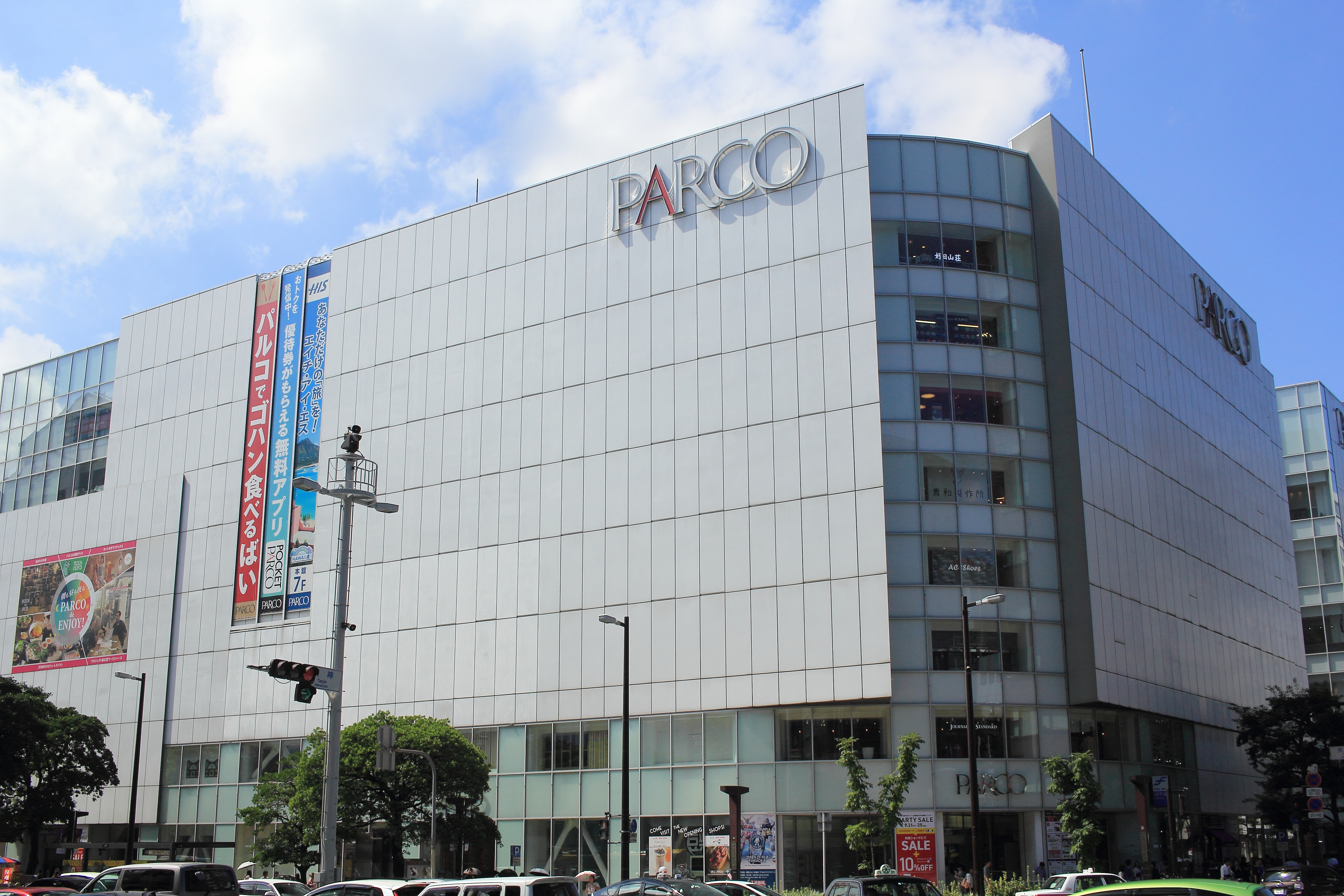
福岡PARCO

- 福岡PARCO

#### 福博であい通り沿い
- ベスト電器福岡本店

#### きらめき通り沿い
- ソラリアプラザ
- 岩田屋天神本店本館
- 岩田屋天神本店新館
- ヴィオロ

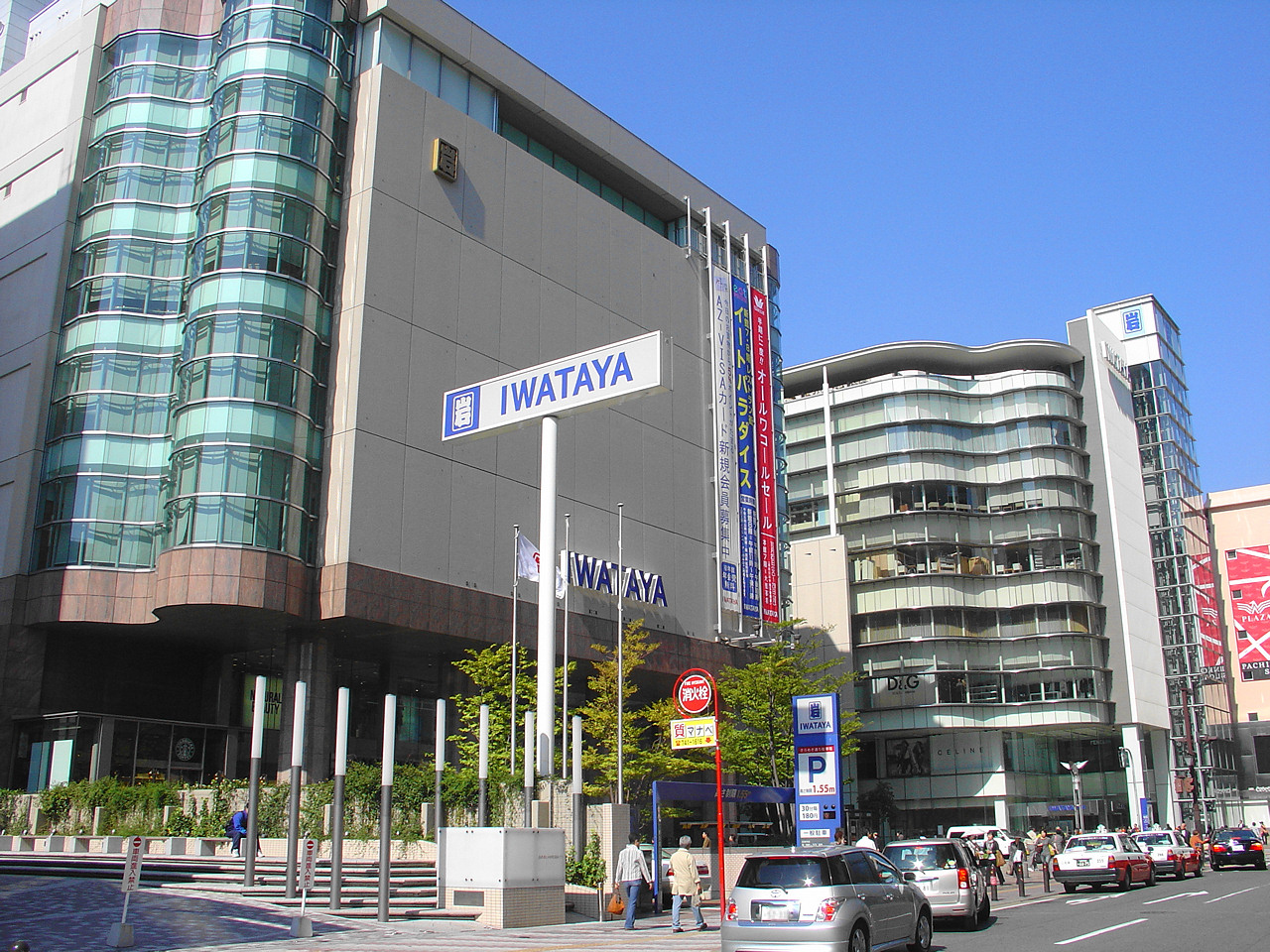
岩田屋天神本店

#### 天神西通り沿い
- Apple 福岡
- アバクロ福岡店
- 天神西通りスクエア
- H&M天神
- FOREVER 21福岡天神店

#### 国体道路沿い
国体通りは渡辺通りと交差しており、交差点で商業中心地の一つを形成している。（福岡三越、大丸福岡天神店は渡辺通り沿いの節を参照。）
- 天神CLASS
- ソニーストア
- カイタック スクエア ガーデン
- kino cinéma（キノシネマ）天神（ミニシアター） ※2020年6月開館、「キノフィルムズ#映画館の開設」も参照

#### 警固公園通り沿い
- ビックカメラ天神2号館
- レソラ天神
- バーニーズ・ニューヨーク福岡店
- ルイ・ヴィトン福岡店

#### その他の地域（商店街等）

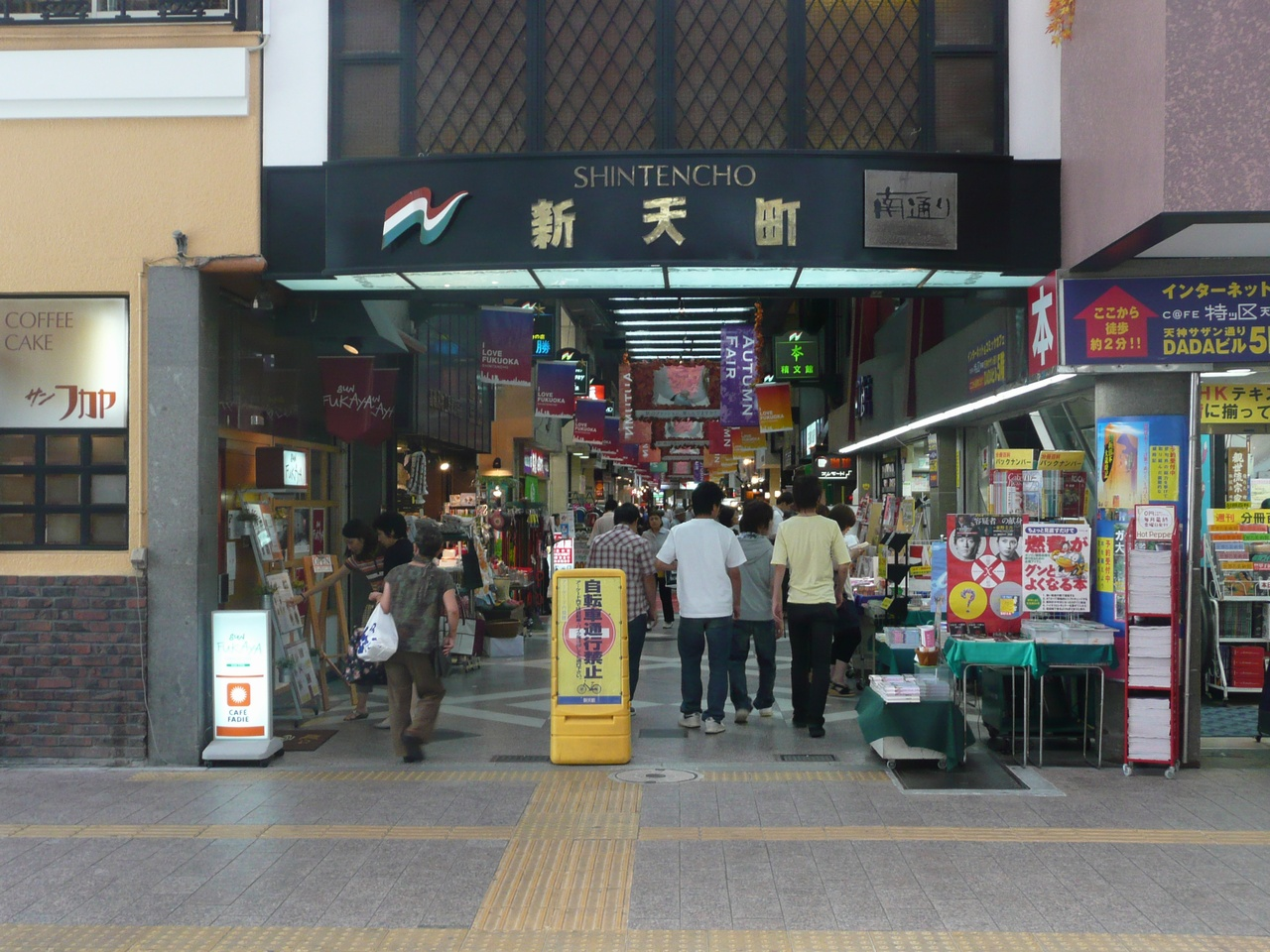
新天町商店街
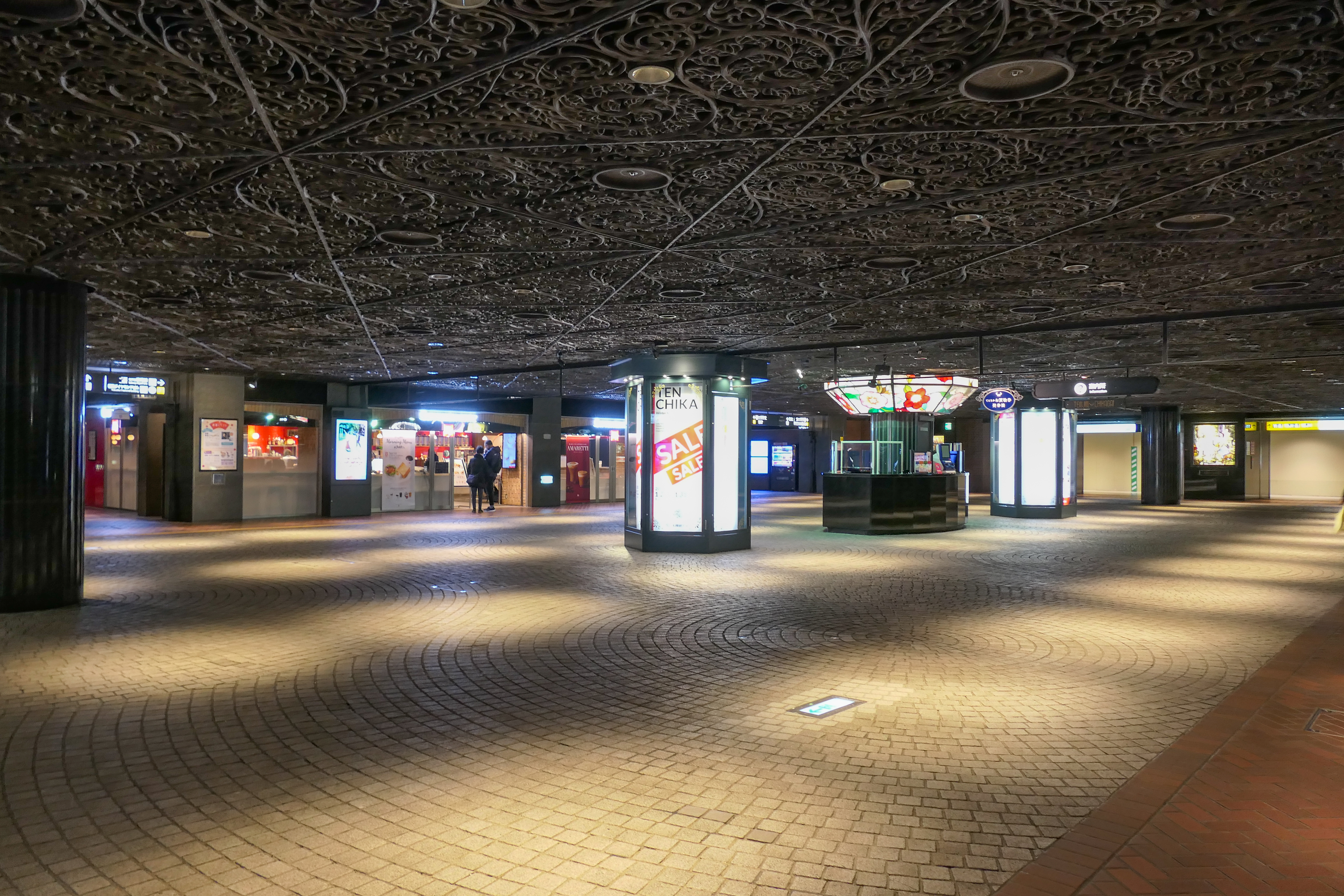
天神地下街
- 博多名物うまかもん通り（通称：水鏡天満宮横丁）[注釈 16]

- 新天町商店街
- 天神地下街

#### かつて存在した商業施設
- 天神ビブレ
- 天神コア

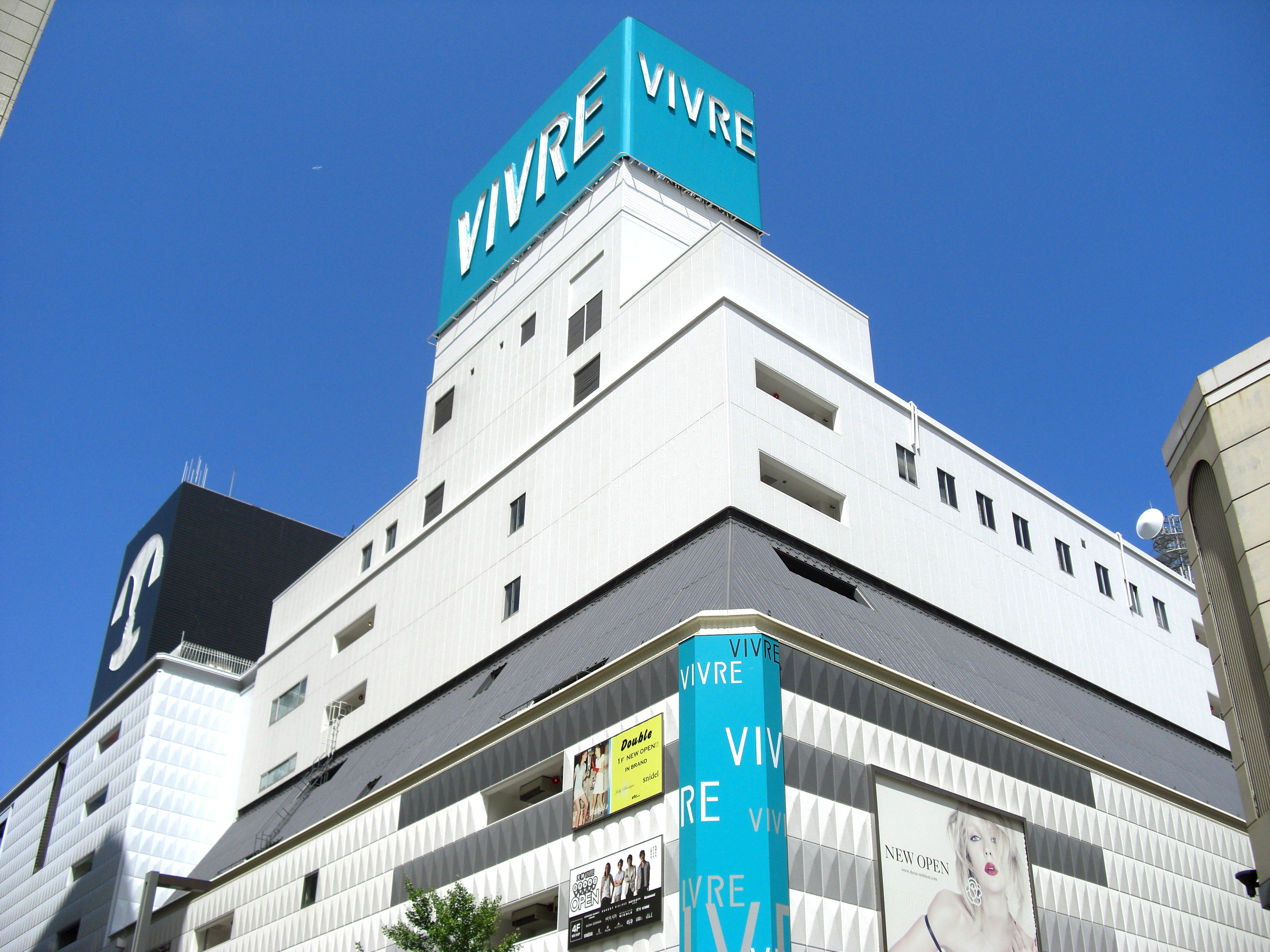
（旧）天神ビブレ

### 業務施設（オフィスビル等）
- 天神ビル
- 福岡平和ビル
- 朝日会館ビル
- リクルート福岡ビル
- 天神三井ビル
- 天神NKビル
- 三栄ビル
- 天神幸ビル
- 木村屋ビル
- 天神ツインビル
- 福岡天神センタービル
- JRE天神クリスタルビル
- BBDO J WESTビービーディーオー・ジェイ・ウエスト）
- アーバンネット天神ビル[注釈 17]
- HULIC SQUARE FUKUOKA TENJIN

### 宿泊施設
- 西鉄イン福岡（元の博多東急イン）
- ソラリア西鉄ホテル福岡
- ホテルアセント福岡
- 福岡ガーデンパレス
- ホテルマイステイズ福岡天神
- アークホテルロイヤル福岡天神
- ザ・リッツ・カールトン福岡
- ONE FUKUOKA HOTEL
- ザ・ゲートホテル福岡 by HULIC

### 報道機関
報道機関（マスメディア等）は次の通り。
- 西日本新聞社
  - 西日本新聞編集局
  - 西日本スポーツ本部
- 毎日新聞西部本社福岡本部
- スポーツニッポン新聞社西部総局
- 東京スポーツ新聞社西部支社（九州スポーツ）
- 日本農業新聞九州支所
- 九州朝日放送 (KBC)
- ラブエフエム国際放送 (LOVE FM)
- コミュニティメディアパートナーズ福岡（コミュニティラジオ天神）
- 宣伝会議九州本部（出版社）

### 教育機関

#### 小・中学校
町内に小・中学校は存在しないが、校区については次のとおりである。
- 小・中学校：福岡市立舞鶴小中学校（小・中併設校）[注釈 18]

#### 専門学校等
- 専修学校九州英数学舘 国際言語学院（舞鶴）
- 専修学校九州英数学舘 美大受験科福岡美術学院
- 専門学校コンピュータ教育学院（福岡天神ITキャンパス）
- 福岡調理師専門学校
- 福岡美容専門学校

#### その他の教育機関
- 久留米大学 福岡・天神サテライト

### 医療・福祉施設等

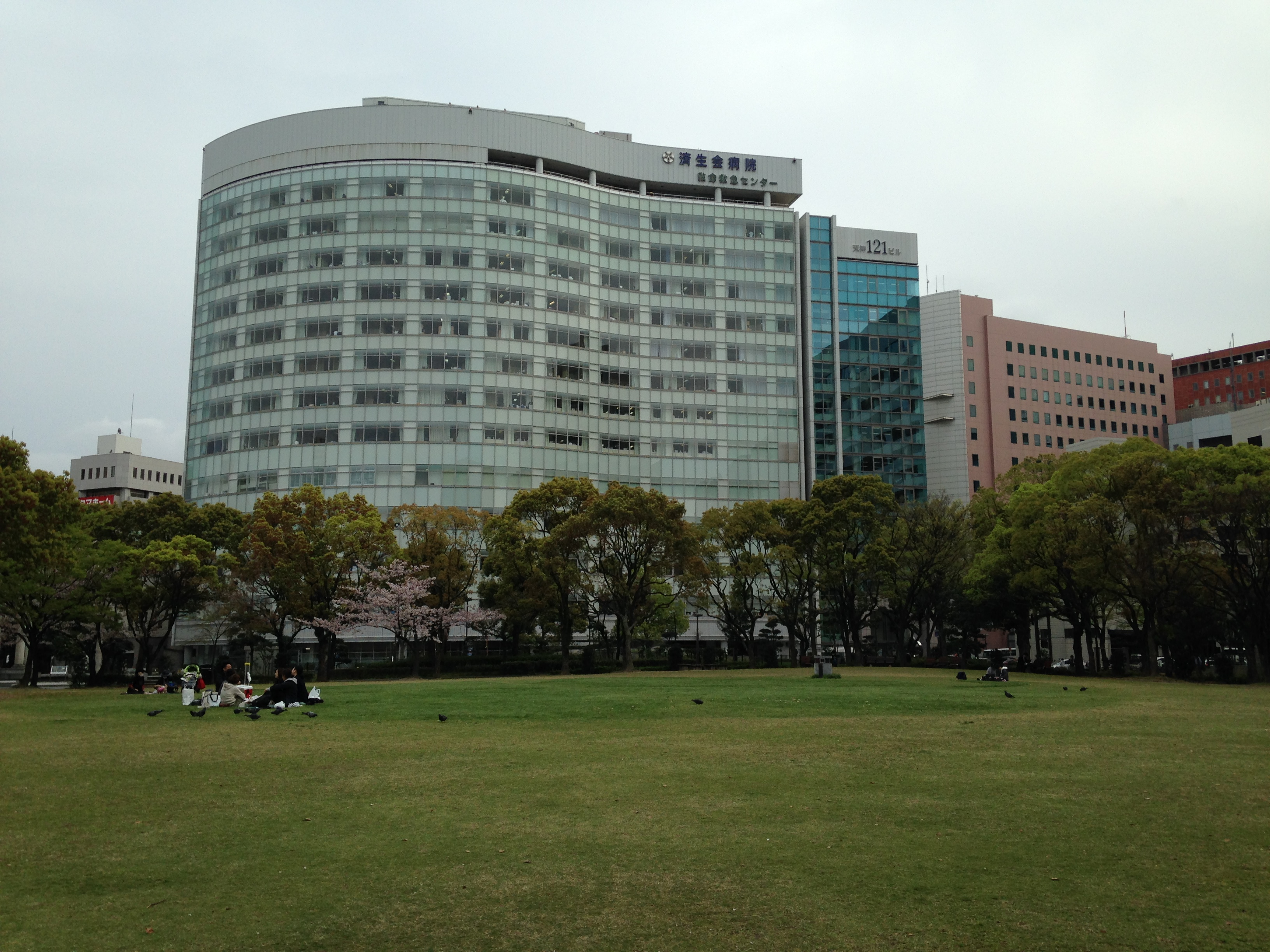
福岡県済生会福岡総合病院

- 福岡県済生会福岡総合病院

### 公園・緑地等
- 長浜公園
- 県営天神中央公園[注釈 19]
- 須崎公園
- 警固公園
- 西中州公園[注釈 20]

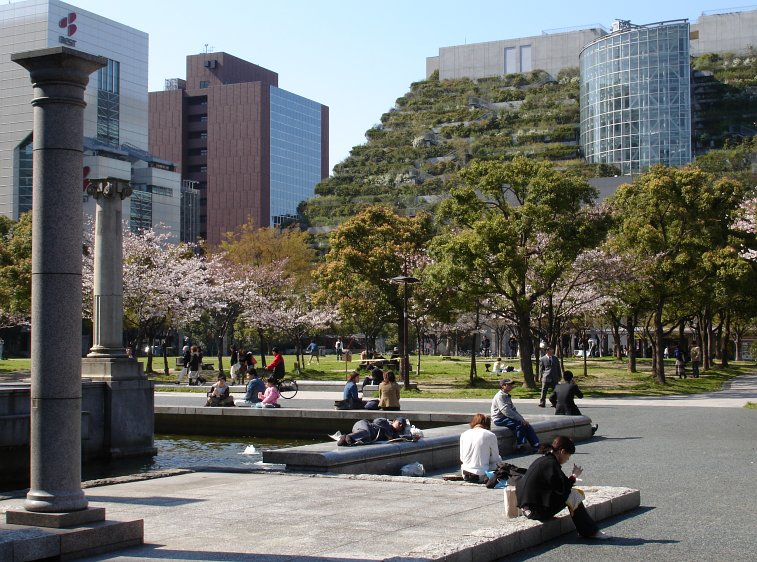
天神中央公園とアクロス福岡
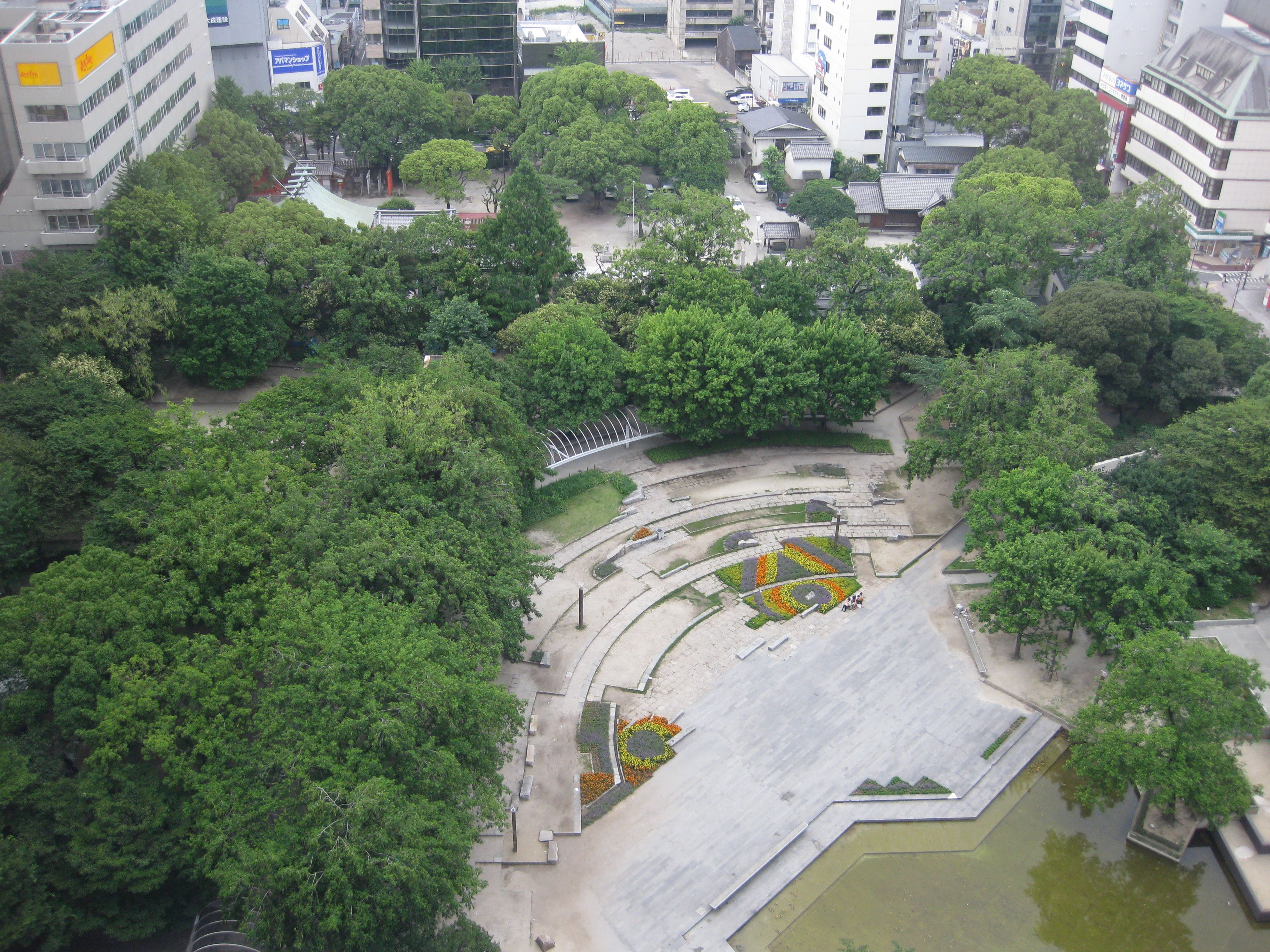
警固公園

### 名所・旧跡
- 水鏡天満宮

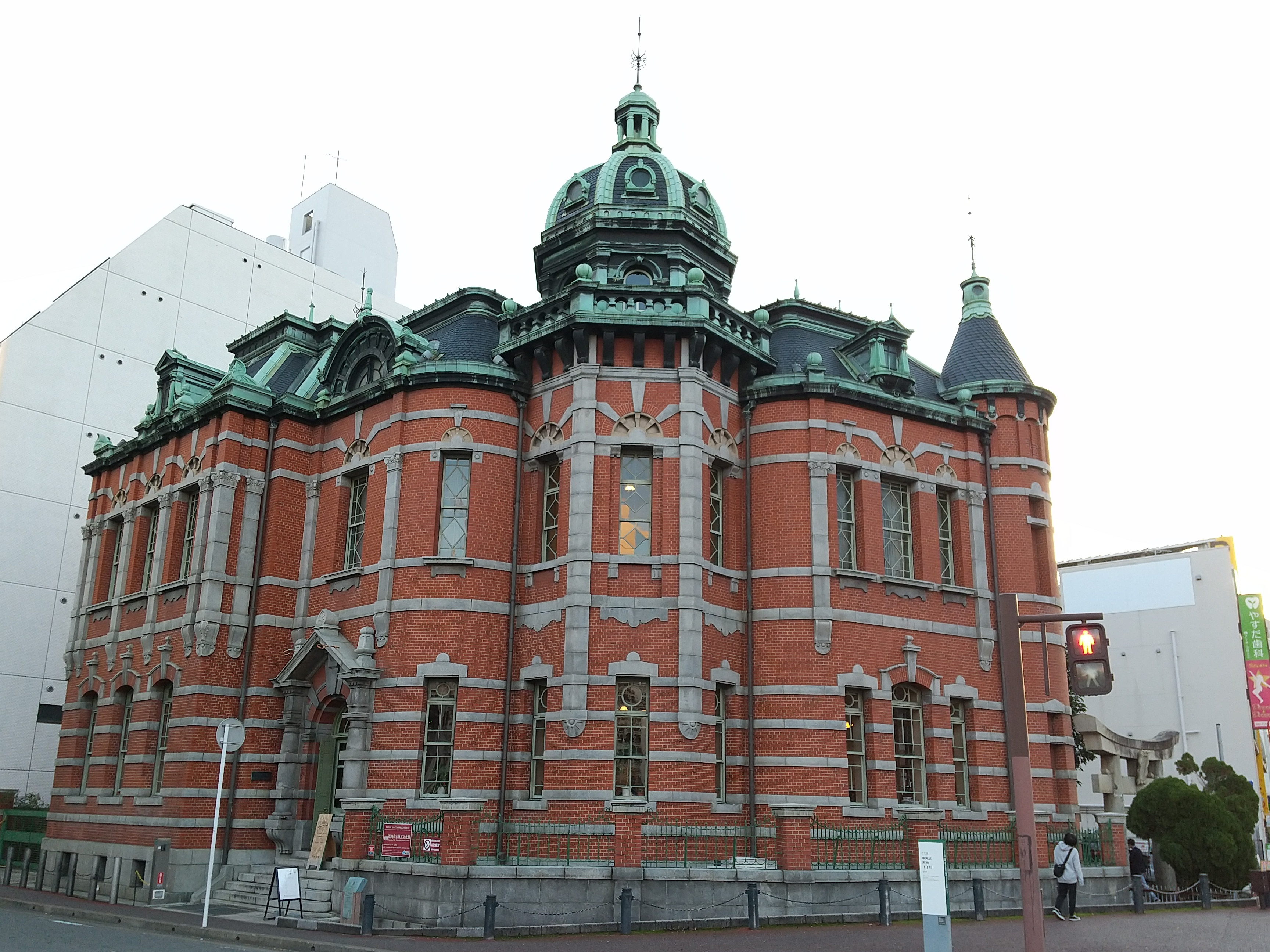
福岡市赤煉瓦文化館
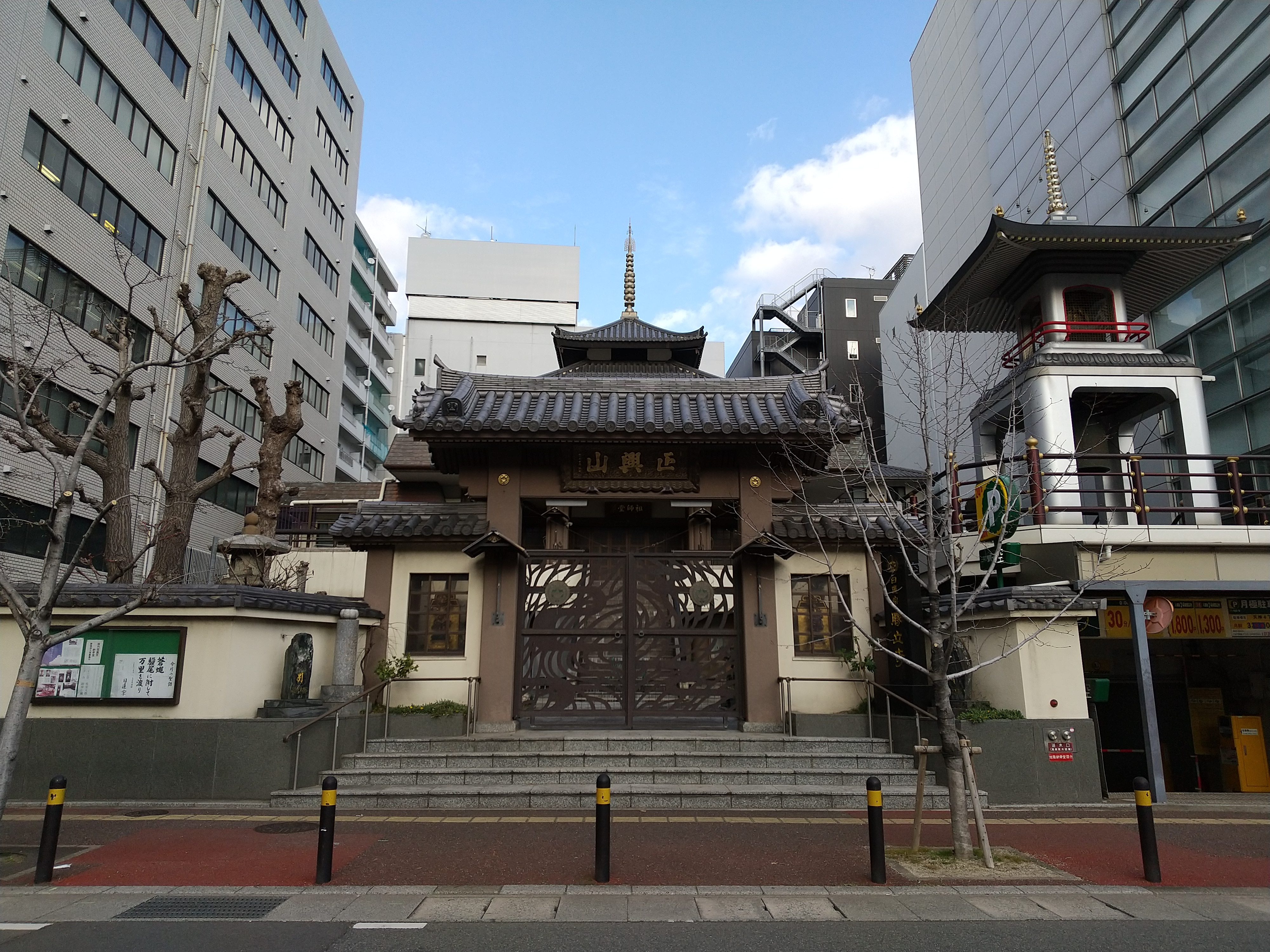
勝立寺

- 勝立寺（明石元二郎の墓所）
- 県営天神中央公園の噴水広場[注釈 21]
- 福岡藩刑場跡[注釈 22]

- 福岡市赤煉瓦文化館
- 勝立寺

## 治安

### 暴力団対策
天神1丁目から3丁目は、福岡県暴力団排除条例に基づき、暴力団排除特別強化地域に指定されており、暴力団と飲食店等との間でみかじめ料のやりとり、便宜供与などが禁止されている（双方に罰則が有り）。また、地域内に営業所を置く特定接客業者は、所定の標章を掲示することで暴力団員の立入りを禁止することができる。

## 交通

### 道路
主な幹線道路は次の通り。

#### 都市高速道路
都市高速道路としては福岡高速環状線が町域の北側に通っており、町外ではあるが、最寄りの出入り口としては那の津二丁目に次のものがある。
- 天神北出入口（料金所・ランプ・インターチェンジ、道程で約 0.4～1.5キロメートル）

#### 国道
国道は次の通り。
- 国道202号（福岡市道路愛称：国体道路）

#### 県道
県道は次の通り。
- 後野福岡線（福岡市道路愛称：渡辺通り）
- 須崎天神線

#### 市道
福岡市が管理する市道の主要なものは次のとおりである。
- 千鳥橋唐人町線（福岡市道路愛称：「那の津通り」）
- 博多姪浜線（福岡市道路愛称：「昭和通り」）
- 千代今宿線（福岡市道路愛称：「明治通り」）
- 堅粕西新1号線（福岡市道路愛称：「国体道路」、国道202号と重複）
- 舞鶴薬院線（通称：「天神西通り」、「親不孝通り」）
- 天神那の津線
- 天神1号線（通称：「市役所通り」）
- 天神7号線（通称：「水鏡弐番通り」）
- 天神3号線（通称：「因幡町通り（）」、地下：「因幡町通り地下通路」[注釈 23]）
- 天神9号線（通称：「水鏡壱番通り」）
- 天神11号線（通称：「エル通り」）
- 天神15号線（通称：「メルヘン通り」、「今泉公園通り」）
- 天神4号線、天神18号線及び天神19号線（通称：「きらめき通り」[注釈 24]）
- 天神22号線（通称：「天神サザン通り」）

### 鉄道
- 西鉄天神大牟田線　西鉄福岡（天神）駅（西鉄最大のターミナル駅）
- 福岡市地下鉄空港線 天神駅
- 福岡市地下鉄七隈線　天神南駅（渡辺通五丁目に立地する）

### バス
ソラリアターミナルビル内に西鉄天神高速バスターミナル（高速バス・急行バス専用）があるほか、天神地区には渡辺通りを中心に西鉄バスの停留所が複数分布している。西鉄バスに関しては西鉄天神高速バスターミナル#天神地区の一般路線バス停留所参照。西鉄天神高速バスターミナルは西鉄最大の高速バスの拠点であり、九州各地および本州と天神を多くの高速バスが連絡している。
このほか、昭和通り沿いに昭和自動車（昭和バス）の高速バスいと・しま号「天神」停留所、渡辺通りの西鉄バス天神南停留所と同位置にJR九州バスの高速バス福岡・山口ライナー「福岡天神」停留所、福岡市役所前にロイヤルバスの「天神福岡市役所前」停留所が存在する。

### 航路
- 天神中央公園（福博であい橋）

水上バス「福博みなとであい船」発着（2011年3月27日〜、詳細は那珂川 #水上バスを参照）

### その他の交通施設
町内には都市計画に定められた都市施設としての交通施設もある。
- 福岡中央自動車駐車場[注釈 25]